# Емануил Манов
Емануил Елисеев Манов е представител на пиротската емиграция в София, български юрист, виден радикалдемократ и съдия от 1-ви състав на Народния съд.

## Биография
Роден е на 4 декември 1884 г. в Пирот, отстъпен шест години по-рано от Османската империя на Княжество Сърбия. Негов баща е пиротският възрожденец Елисей Манов. Подобно на други жители на града, семейството се изселва в Княжество България, като Манови емигрират след Сръбско-българската война.
В София младият Манов сътрудничи на вестниците „Епоха“ и „Народ“. Покрай работата си за тях се познава с Григор Чешмеджиев. В годините на Първата световна война вече упражнява адвокатска практика. Присъства като Emmanuel Manoff, avocat в подробно обръщение на френски език към САЩ и Антантата, с което през 1919 г. членове на пиротската емиграция в Царство България настояват Пиротски окръг да не попада отново под властта на сръбската държава.
По това време адв. Манов е изтъкнат член на Радикалдемократическата партия. В опит тя да бъде реформирана се предприема смяна на ръководството ѝ, а пиротчанинът става неин нов секретар. През 1920 г. в. „Радикал“ отпечатва статия, в която адв. Манов обяснява бързото развитие на Цариброд след 1878 г. като резултат от гоненията на пиротчани от сръбските власти и преселването им в малкото погранично българско градче. На следващата година изразява недоволството си от закона за осъждането на виновниците за националната катастрофа, причинена от участието на Царство България на страната на Централните сили в Първата световна война. Непосредствено след преврата от 19 май 1934 г. Чешмеджиев се свързва с адв. Манов и му възлага задачата да узнае подробности за новосъздалата се политическа обстановка в страната лично от участника в събитията Дамян Велчев.
Влиза в Първи тринадесетчленен върховен състав на Народния съд, който е образуван за съдене на бившите регенти на Царство България, бившите дворцови съветници на покойния цар Борис ІІІ и бившите министри от кабинетите на Богдан Филов, Добри Божилов, Иван Багрянов и Константин Муравиев.
Умира през 1948 г. Погребан е в Парцел 32 на Централните софийски гробища.

### Семейство
Синът му Елисей Емануилов Манов завършва фармация в Софийски университет в края на 1925 г.